# Abakaliki
Abakaliki is een stad en een Local Government Area (LGA) in Nigeria en het is de hoofdplaats van de staat Ebonyi.
Abakaliki telde in 2006 ongeveer 149.683 inwoners. In 2016 was de bevolking gegroeid tot naar schatting 198.100 inwoners. De bevolking bestaat voornamelijk uit Igbo.
De stad is langs de weg verbonden met de steden Enugu, Afikpo en Ogoja. Het is een handelscentrum voor landbouwgewassen (yam, cassave, rijst, palmolie). Er wordt lood, zink en kalksteen (voor de productie van cement) ontgonnen.
De Ebonyi State University is gevestigd in de stad. Het Pa Ngele Oruta Township Stadium, dat een capaciteit heeft van 7.000, is het stadion van Abakaliki. Het wordt gebruikt voor onder andere atletiek, basketbal en voetbal.
In de stad bevindt zich een Nigeria Reformed Church. De stad is de zetel van een rooms-katholiek bisdom.